# بول ديكنسون
بول ديكنسون (بالإنجليزية: Paul Dickenson) هو منافس ألعاب قوى بريطاني، ولد في 4 ديسمبر 1949 في شيلدز الشمالية ‏ في المملكة المتحدة.

## وصلات خارجية
- بول ديكنسون على موقع الاتحاد الدولي لألعاب القوى (الإنجليزية)
- بول ديكنسون على موقع ThePowerOf10.info (الإنجليزية)
- بول ديكنسون على موقع أوليمبيديا (الإنجليزية)
- بول ديكنسون على موقع اللجنة الأولمبية البريطانية (الإنجليزية)